# Lakhnadon
Lakhnadon é uma cidade e uma nagar panchayat no distrito de Seoni, no estado indiano de Madhya Pradesh.

## Geografia
Lakhnadon está localizada a 22° 36′ N, 79° 36′ L. Tem uma altitude média de 607 metros (1991 pés).

## Demografia
Segundo o censo de 2001, Lakhnadon tinha uma população de 14 343 habitantes. Os indivíduos do sexo masculino constituem 52% da população e os do sexo feminino 48%. Lakhnadon tem uma taxa de literacia de 71%, superior à média nacional de 59,5%: a literacia no sexo masculino é de 77% e no sexo feminino é de 64%. Em Lakhnadon, 14% da população está abaixo dos 6 anos de idade.